# Ishtar Terra
Ishtar Terra é uma das duas principais regiões elevadas do planeta Vênus. Contém a maior montanha de Vênus (aproximadamente dois quilômetros mais alta que o Monte Everest), chamada de Maxwell Montes em honra de James Clerk Maxwell. Ishtar Terra tem o tamanho aproximado da Austrália.